# 캘리포니아붉은나무쥐
캘리포니아붉은나무쥐 또는 소노마나무밭쥐(Arborimus pomo)은 비단털쥐과에 속하는 설치류의 일종이다. 미국 캘리포니아주 북서부에서 발견된다. 좋아하는 서식지는 오래된 미송 숲이다.